# Avortement en Bosnie-Herzégovine
L'avortement en Bosnie-Herzégovine est légal sur demande pendant les dix premières semaines de grossesse. Entre dix et vingt semaines, l'avortement a besoin de l'approbation d'un comité médical et est autorisé lorsque la vie ou la santé de la femme est menacée, lorsque le fœtus est gravement atteint, lorsque la grossesse résulte d'un viol ou pour des raisons psychosociales. Dans tous les cas, les femmes doivent d'abord suivre un avis médical. Après 20 semaines, l'avortement n'est autorisé que pour sauver la vie ou la santé de la femme. Seules les personnes qui pratiquent des avortements illégaux sont pénalement punissables, jamais les femmes dont la grossesse est avortée.

## Cadre légal
Jusqu'en 2008, la loi sur l'avortement est celle du 7 octobre 1977, à la suite du démantèlement de la Yougoslavie. La loi est révisée en 2008.

## Contexte historique
L'histoire récente du pays liée au contexte de viol génocidaire durant la guerre de Bosnie-Herzégovine accélère les modifications légales. 
L'armée de la Republika Srpska adopte une politique du viol génocidaire et de grossesses forcées. Entre 20 000 et 50 000 femmes subissent un viol. Le Statut de Rome reconnait formellement ce viol et le définit comme crime contre l'humanité. 

### Dans la pratique
Bien que l'accès à l'avortement soit légal, il est très inégalement appliqué dans le pays. Certains hôpitaux admettent qu'ils ne proposent pas l'intervention, tandis que d'autres ne l'effectuent qu'exclusivement en cas de raisons médicales. 

## Opinion publique
Dans un sondage Pew Research de 2017, les répondants de Bosnie-Herzégovine se répartissent entre ceux qui estiment que l'avortement doit être légal dans la plupart des cas (47 %) et ceux qui pensent qu'il devrait être illégal dans la plupart des cas (47%). Il y a cependant un fossé considérable entre les différents groupes ethniques et religieux, les catholiques affichant une opposition à l'avortement légal important (71 %). 

## Statistiques
En 2001, le taux d'avortement est de 1,4 pour 1 000 femmes, l'un des plus bas d'Europe. Le gouvernement s'est toutefois inquiété des taux élevés chez les adolescentes.